# 新鍛冶町 (弘前市)
新鍛冶町（しんかじまち）は、青森県弘前市の地名。郵便番号は036-8193。2017年6月1日現在の人口は69人、世帯数は38世帯。

## 地理
鍛冶町とともに弘前の中心繁華街である。町域の北部は土手町、東部は北川端町、南部から南西部にかけて桶屋町、西部は鍛冶町に接する。

## 歴史

### 職人町から中心繁華街へ
- 寛文13年 - 弘前中惣古街絵図には、不完全ながら屋敷割りがある。
- 延宝6年 - 弘前町方屋敷割りでは、町割りがされているが、町名は大工町とあり、当時の記録では大工20、碇屋2、鍛冶屋1、桶屋2、佐官1であった。また、延宝2年6月の条によれば、この時に新鍛冶町になったと思われる。
- 1899年（明治22年） - 弘前市に所属とともに以後、職人・商店街に発展。
- 1953年（昭和27年） - 弘前電気鉄道が開通し、吉野町に中央弘前駅が設置され、近接する鍛冶町・桶屋町とともに東北地方有数の中心繁華街に発展。
- 新鍛冶町(鍛冶町地区)は中心繁華街における文化・交流の面的空間の再生に向けて、弘前れんが倉庫美術館(吉野町地区)と共に、弘前市の中心市街地活性化ビジョンで「文化交流エリア」にゾーニング。現在では、官民連携によるエリア一体で行う各ハード整備事業やソフト事業の実践による活性化が進められている。

### 沿革
- 江戸期 - 弘前城下の一町。
- 明治初年～明治22年 - 弘前を冠称。
- 1899年（明治22年） - 弘前市に所属。

## 施設

### 商業
- 城東閣(地域文化資源活用空間創出目的施設)
- かくみ小路

この他にも、食を中心とした多くの文化交流商業施設がある。

## 小・中学校の学区
市立小・中学校に通う場合、学区は以下の通りとなる。
| 大字     | 番・番地 | 小学校             | 中学校             |
| -------- | -------- | ------------------ | ------------------ |
| 新鍛冶町 | 全域     | 弘前市立大成小学校 | 弘前市立第三中学校 |

## 交通
- 弘南バス
  - 本町（土手町循環100円バス、他）停留所。
- 弘南鉄道大鰐線
  - 中央弘前駅